# 林肯縣 (華盛頓州)
林肯縣（英語：Lincoln County）是美国华盛顿州東部的一個縣，面積6,060平方公里。根據2020年美國人口普查，共有人口10,876人。縣治達芬波特（Davenport）。該縣成立於1883年11月24日，縣名紀念第十六任美国总统亞伯拉罕·林肯。